# Якоб Вайзеборн
Якоб Вайзеборн (нім. Jakob Weiseborn; нар. 22 березня 1892, Франкфурт — пом. 20 січня 1939, Флоссенбюрг) — німецький штурмбанфюрер СС (майор) і перший комендант концтабору Флоссенбюрг.

## Біографія
Якоб Вайзеборн прослужив на флоті 18 років. Вступив до НСДАП (№ 753 119) і СС (№ 17 063). Після Махтерґрайфунґу з січня 1935 року він спочатку працював в охоронному підрозділі в концтаборі Дахау, а з кінця 1935 року, ппісля дисциплінарного переведення, — у концтаборі Естервеген. У квітні 1936 року Вайзеборн замінив Карла д'Анджело на посаді шуцхафтлагерфюрера в Дахау. З кінця 1936 року до липня 1937 року служив шуцхафтлагерфюрером у концтаборі Заксенхаузен, а потім другим шуцхафтлагерфюрером у концтаборі Бухенвальд. Вцілілий в'язень Бухенвальду згадує, що він «часто бив в'язнів по обличчю або бив їх черевиком у живіт». У бараках для в'язнів у Бухенвальді було написано наступне речення: «У своєму гніві Бог створив гауптштурмфюрера Вайзборна».
Вайзеборн, хронічний алкоголік, став першим комендантом концтабору Флоссенбюрг у травні 1938 року і залишався ним до січня 1939 року. 20 січня 1939 року у Флоссенбурзі Вайзеборн покінчив життя самогубством, випивши отруту у своїй кімнаті, можливо, через розслідування його розкрадань у Бухенвальді.